# Крістіан де Дюв
Крістіан Рене де Дюв (фр. Christian René de Duve; 2 жовтня 1917, Темз-Діттон — 4 травня 2013) — бельгійський цитолог та біохімік, лауреат Нобелівської премії з фізіології або медицини в 1974 році (спільно з Клодом Альбером і Джорджем Паладе) «за відкриття, що стосуються структурної і функціональної організації клітини», першовідкривач лізосом і пероксисом. Пішов з життя шляхом евтаназії.

## Біографія
Народився в Сурреї у Великій Британії в родині німецького походження біженців з Бельгії, окупованої Німеччиною під час першої світової війни. В 1920 родина повернулася до Бельгії.
Володів чотирма мовами: голландською, французькою, німецькою, англійською. У молодості багато подорожував по Європі.
Навчався в єзуїтському коледжі, 1934 року вступив на медичний факультет Католицького університету Левена. З 1935 року працював у лабораторії професора фізіології Букерта, що займалася механізмом дії інсуліна на тканини. Через це до закінчення університету в 1941 полишив ідею медичної кар'єри, а зайнявся фізіологією. На початку другої світової війни потрапив у полон, але невдовзі повернувся до університету. Під час війни вивчав хімію та ставив біохімічні експерименти з вивчення дії інсуліну та цукрового діабету.
У 1943 одружився з дочкою лікаря Жанін Герман. Мав 4 дітей.
У 1947 році став професором університету Левену.
У 1960 нагороджений премією Франкі (найвища премія Бельгії за наукові відкриття).
У 1962 став працювати у майбутньому Інституті Рокфеллера в США.
На початку 1970-х з групою колег організував Міжнародний інститут клітинної та молекулярної патології (Бельгія).
З 1985 пішов на пенсію з посади професора Католицького університету Левену, а з 1988 — з посади професора Інституту Рокфеллера зі збереженням почесного професорства в обох випадках. Продовжував роботу у наглядовій раді створеного ним Міжнародного інституту.

### Смерть
В кінці життя хворів на рак та аритмію.
У віці 95 років ухвалив рішення піти з життя. Евтаназію зроблено 4 травня 2013 року. Це було зроблено двома лікарями у нього вдома за присутності 4 його дітей — двох дочок і двох синів.

## Науковий внесок
Вивчав механізм дії інсуліну на вуглеводний обмін, проблему діабету. Під час цих досліджень звернув увагу на нерівномірність активності внутрішньоклітинних ферментів. Це призвело до відкриття нових клітинних органел.
Вперше описав лізосоми у 1955 році. Також відкрив пероксисоми. Описав структуру і функції цих органел. Розробив нові методи розділення клітинного вмісту, вивчаючи ферменти вуглеводного обміну клітин печінки щура.
Останні роки присвятив себе вивченню походження життя на Землі. Підтримував ендосимбіотичну теорію походження евкаріотичної клітини. Написав три книжки на тему еволюції життя на Землі та будови клітини, що були перекладені на багато мов.